# 天津开发区职业技术学院

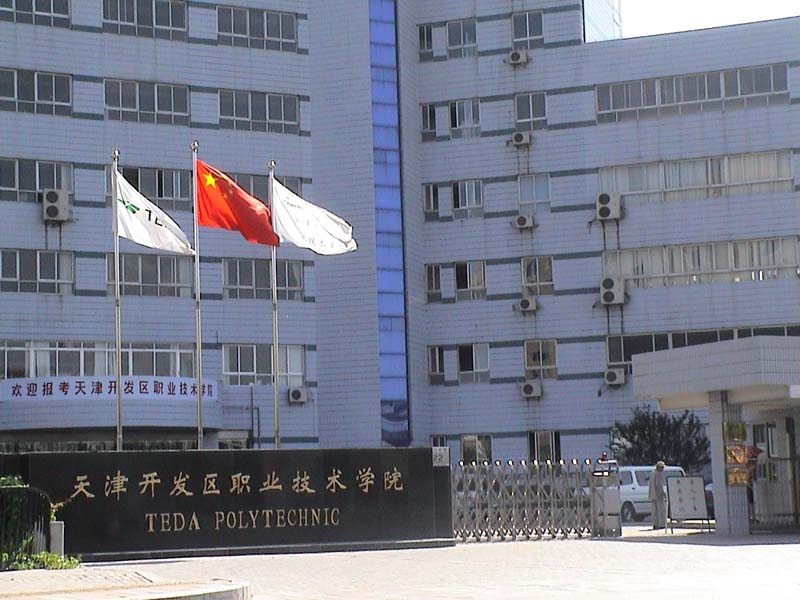
学院正门

天津开发区职业技术学院是一所坐落于中国天津滨海新区的由天津经济技术开发区管理委员会主办，天津市人民政府根据国务院授权批准成立的、中国承认学历的专科层次的、教育部备案的全日制普通高等学校。

## 概述
学院由天津经济技术开发区主办，位于天津经济技术开发区第三大街22号，佔地70万平方米，规划建筑面积24万平方米。

## 相关链接
- 天津开发区职业技术学院